# 周明增
周明增（1969年5月17日—），本名周博均，為台灣男演員。是許不了及其初戀女友周桂英之子，以神似許不了的臉龐與諧趣風格出道，演出不少知名喜劇。

## 演出作品

### 電視劇
| 年份   | 頻道              | 劇名                           | 飾演                      |
| ------ | ----------------- | ------------------------------ | ------------------------- |
| 1991年 | 華視              | 《朋友好久不見》               | 許金旺                    |
| 1992年 | 華視              | 《劉伯溫傳奇》將計就計         | 林平                      |
| 1993年 | 台視              | 《秦始皇的情人》               | 燕丹                      |
| 1993年 | 中視              | 《蓋世皇太子》                 | 旺來                      |
| 1995年 | 台視              | 《濟公》                       | 濟公                      |
| 1997年 | 中視              | 《濟公活佛》                   | 濟公                      |
| 1997年 | 華視              | 《江湖半把刀》                 | 木屐                      |
| 1997年 | 民視              | 《媽媽請您也保重》             | 黃金水                    |
| 1997年 | 民視              | 《嘉慶君遊台灣》               | 二兩                      |
| 1998年 | 台視              | 《李鐵拐》第六單元：小氣財神   | 錢亮光 / 張果老           |
| 1998年 | 台視              | 《千里眼順風耳》               | 秦道人 / 秦總管（秦志明） |
| 1999年 | 台視              | 《台灣廖添丁》                 | 洪麵龜                    |
| 1999年 | 民視              | 《白賊七》                     | 白賊七                    |
| 2000年 | 三立台灣台        | 《鳥來伯與十三姨》             | 王朝明                    |
| 2001年 |                   | 《少林七嵌》                   | 蔡吉達                    |
| 2002年 | 三立台灣台        | 《戲說台灣》炮炸武財神         | 山貓                      |
| 2002年 | 三立台灣台        | 《戲說台灣》七娘媽的契子       |                           |
| 2002年 | 三立台灣台        | 《戲說台灣》大聖公欲娶某       | 正雄                      |
| 2002年 | 民視              | 《藍色水玲瓏》阿乞婆的生死簿   | 阿路米                    |
| 2003年 | 民視              | 《藍色水玲瓏》水火同源好運到   | 陳水興                    |
| 2003年 | 民視              | 《藍色水玲瓏》收音機鬧鬼       | 林才三                    |
| 2003年 | 民視              | 《新玫瑰瞳鈴眼》色女謎情       | 林家祥                    |
| 2004年 | 民視              | 《藍色水玲瓏》附身             | 文彬                      |
| 2004年 | 民視              | 《藍色水玲瓏》幽冥之妻         | 水德                      |
| 2004年 | 民視              | 《藍色水玲瓏》妯娌生死鬥       | 陳萬樹                    |
| 2004年 | 民視              | 《藍色水玲瓏》豬哥煞           | 王萬成                    |
| 2005年 | 民視              | 《藍色水玲瓏》紅包裡的財神爺   | 王天福                    |
| 2005年 | 民視              | 《藍色水玲瓏》喚魂             | 阿蓋伯                    |
| 2005年 | 民視              | 《藍色水玲瓏》蟾蜍面           | 土虱                      |
| 2005年 | 民視              | 《藍色水玲瓏》人骨迷香         | 阿蓋伯                    |
| 2005年 | 民視              | 《藍色水玲瓏》回陽女牽魂       | 烏龜                      |
| 2003年 | 三立台灣台        | 《戲說台灣》鸚哥精             | 大舌                      |
| 2003年 | 三立台灣台        | 《戲說台灣》雷公鳥傳奇         | 廖阿舍                    |
| 2003年 | 三立台灣台        | 《戲說台灣》土地公娶姑娘神     | 土地公                    |
| 2003年 | 三立台灣台        | 《戲說台灣》火燒艋舺           | 黃老爺                    |
| 2003年 | 三立台灣台        | 《戲說台灣》月老鬥城隍         | 月老                      |
| 2003年 |                   | 《阿薩布路1號》                | John                      |
| 2004年 | 三立台灣台        | 《戲說台灣》冰龍傳奇           | 陳阿舍                    |
| 2004年 | 三立台灣台        | 《戲說台灣》三寶土地公坑       | 土地公                    |
| 2004年 | 台視              | 《兄弟姊妹》                   | 曾樂天                    |
| 2005年 | 三立台灣台        | 《戲說台灣》催命香             | 葉半仙                    |
| 2005年 | 八大第一台        | 《第一劇場》魔鬼交易           | 王富順                    |
| 2005年 | 八大第一台        | 《第一劇場》幽魂鏡             | 乞丐神仙                  |
| 2005年 | 八大第一台        | 《第一劇場》夜半鐘聲           | 高道長                    |
| 2005年 | 八大第一台        | 《第一劇場》閻王審鬼           | 陳成家                    |
| 2006年 | 台視              | 《蝴蝶密碼》都會魔女～出租女郎 | 廖俊民                    |
| 2006年 | 台視              | 《蝴蝶密碼》桃花祭             | 賴寶民                    |
| 2006年 | 民視              | 《藍色水玲瓏》吃鬼             | 大鵰師（陳大鵰）          |
| 2006年 | 民視              | 《藍色水玲瓏》蛇腰             | 趙七                      |
| 2006年 | 民視              | 《藍色水玲瓏》錢鬼             | 施大富                    |
| 2006年 | 客家電視台        | 《魯冰花》                     | 翁禧祿                    |
| 2006年 | 三立台灣台        | 《天下第一味》                 | 周福德                    |
| 2006年 | 三立台灣台        | 《戲說台灣》黃金厝             | 月下老人                  |
| 2007年 | 三立台灣台        | 《戲說台灣》滬尾豬哥石         | 三元                      |
| 2007年 | 三立台灣台        | 《戲說台灣》媽祖掠乩身         | 紅頭城                    |
| 2008年 | 三立台灣台        | 《戲說台灣》壽在完工           | 林全福                    |
| 2008年 | 民視              | 《藍色水玲瓏》驅靈             | 王半仙                    |
| 2008年 | 中國大陸          | 《龍遊天下》                   | 丁五味                    |
| 2008年 | 台視              | 《懷玉傳奇千金媽祖》           | 哈曼 / 洞天老者           |
| 2009年 | 台視              | 《嘉慶君遊台灣》               | 王得祿                    |
| 2009年 | 三立綜合台        | 《戲說台灣》囝仔媽討契子       | 空空大師                  |
| 2009年 | 三立台灣台        | 《戲說台灣》送子婆姐           | 薛丁山                    |
| 2009年 | 三立台灣台        | 《戲說台灣》女媧補情天         | 胡溜                      |
| 2010年 | 三立台灣台        | 《戲說台灣》割舌地獄           | 秦大叢                    |
| 2010年 | 三立台灣台        | 《戲說台灣》一兩肉渡和尚       | 三德和尚                  |
| 2010年 | 公視              | 《藍海1加1》                   | 林文勝                    |
| 2010年 | 台視 / 三立都會台 | 《鍾無艷》                     | 鄉長                      |
| 2010年 | 中國大陸          | 《龍行天下》                   | 丁五味                    |
| 2011年 | 中國大陸          | 《龍巡天下》                   | 丁五味                    |
| 2011年 | 三立台灣台        | 《戲說台灣》濟公十八嫁         | 廣明大師                  |
| 2012年 | 三立台灣台        | 《戲說台灣》祿仙送子           | 廖初本                    |
| 2012年 | 三立台灣台        | 《戲說台灣》錢鼠咬金瓜         | 楊木清                    |
| 2012年 | 三立台灣台        | 《戲說台灣》拜頭牙做頭家       | 土地公                    |
| 2012年 | 三立台灣台        | 《戲說台灣》八芝蘭傳奇         | 包山                      |
| 2013年 | 三立台灣台        | 《戲說台灣》新鍾馗嫁妹         | 元六                      |
| 2013年 | 中國大陸          | 《天天有喜》                   | 雁山                      |
| 2013年 | 中國大陸          | 《土地公土地婆》               | 山神                      |
| 2014年 | 中國大陸          | 《新活佛濟公》                 | 包土豪                    |
| 2014年 | 三立台灣台        | 《戲說台灣》求子紅圓慶元宵     | 白無常                    |
| 2014年 | 三立台灣台        | 《戲說台灣》乞丐開藝旦         | 甄富貴                    |
| 2014年 | 三立台灣台        | 《戲說台灣》宜蘭娶香火         | 阿土仙                    |
| 2014年 | 三立台灣台        | 《戲說台灣》灣裏萬年船王       | 李三王                    |
| 2014年 | 三立台灣台        | 《戲說台灣》瘋女十八年         | 空師仔                    |
| 2015年 | 三立台灣台        | 《戲說台灣》有應媽招子婿       | 跛腳仙                    |
| 2015年 | 三立台灣台        | 《戲說台灣》喜樹百年王爺       | 李三王                    |
| 2015年 | 三立台灣台        | 《戲說台灣》新棺中產子         | 陳有福                    |
| 2015年 | 三立台灣台        | 《戲說台灣》烏頭祖師爺         | 法主公                    |
| 2015年 | 三立台灣台        | 《戲說台灣》忘魂水             | 烏點                      |
| 2015年 | 中國大陸          | 《仙俠劍》                     | 鄧九公                    |
| 2016年 | 中國大陸          | 《超能快遞俠》                 | 朝陽爺爺                  |
| 2016年 | 中國大陸          | 《劉海戲金蟾》                 | 關鋒                      |
| 2016年 | 中國大陸          | 《天天有喜之人間有愛》         | 劉見                      |
| 2016年 | 八大電視          | 《命運交叉路》                 | 萬三里                    |
| 2016年 | 三立台灣台        | 《戲說台灣》粿好年             | 金元寶                    |
| 2016年 | 三立台灣台        | 《戲說台灣》乩童賭萬金子婿     | 許清河                    |
| 2016年 | 三立台灣台        | 《甘味人生》                   | 高進                      |
| 2016年 | 三立台灣台        | 《戲說台灣》天喜紅鸞           | 月老                      |
| 2016年 | 三立台灣台        | 《戲說台灣》澎湖小福官         | 顏文賢                    |
| 2017年 | 三立台灣台        | 《戲說台灣》八星報喜           | 燈猴                      |
| 2017年 | 三立台灣台        | 《戲說台灣》金仔銀仔來報喜     | 王桂才                    |
| 2017年 | 三立台灣台        | 《戲說台灣》法主公掠童乩       | 稻草精                    |
| 2017年 | 三立戲劇台        | 《戲說台灣》賣活魂             | 施青天                    |
| 2017年 | 華視              | 《春風愛河邊》                 | 江四海                    |
| 2018年 | 三立台灣台        | 《戲說台灣》財神助散仙         | 老財神                    |
| 2019年 | 華視              | 《守著陽光守著你》             | 柯貴德                    |
| 2019年 | 三立台湾台        | 《戲說台灣》艋舺田都元帥       | 周添生                    |
| 2019年 | 三立台湾台        | 《戲說台灣》糊紙店風雲         | 王添財                    |
| 2020年 | 三立台湾台        | 《戲說台灣》鬼姑婆點尪婿       | 土地公                    |
| 2020年 | 三立台湾台        | 《戲說台灣》潛水媽挽胭脂蟲     | 順風耳                    |
| 2020年 | 三立台湾台        | 《戲說台灣》送瘟神             | 顯靈公                    |
| 2020年 | 三立台湾台        | 《戲說台灣》抓鬼門神           | 窮鬼                      |
| 2020年 | 三立台湾台        | 《戲說台灣》臥龍地連環計       | 小孔明                    |
| 2021年 | 三立台湾台        | 《戲說台灣》花公花婆亂陰陽     | 花公                      |
| 2021年 | 三立台湾台        | 《戲說台灣》白蓮聖母           | 李府千歲                  |

### 電影
- 1990年《金馬大兵》
- 2019年《殺人之夏》

## 主持節目
- 1998年 GTV第一台《神出鬼沒》
- 2019年 新天地民俗台《古早味ㄟ歌仔戲》
- 2022年 三立電視台 《命運之王》 主持人

## 爭議

### 吸毒事件
2004年10月12日持有大麻、一粒眠毒品被捕，驗尿時也驗出有高濃度的大麻反應，桃園地檢署將他聲請觀察勒戒，桃園地院裁定執行觀察勒戒。於2005年2月24日進入桃園看守所勒戒。 

### 酒駕事件
1998年5月7日凌晨，周明增酒後駕車在於台中市與一輛計程車發生車禍，計程車乘客當場被彈出車外，因傷勢過重，經醫院急救仍不治死亡。

2005年1月11日凌晨5時許，因酒醉駕車，不勝酒力而昏睡在派出所前的快車道上，當場被警方抓個正著，周明增酒測值高達0.97，訊後被依公共危險罪移送法辦。